# Hans A. Huber
Hans Armin Huber (* 12. Mai 1909 in Frauenfeld; † 25. April 2007 ebenda; heimatberechtigt ebenda) war ein Schweizer Generalstabsoffizier und Verleger der Thurgauer Zeitung. Bekannt wurde er vor allem durch seinen Einsatz für die Geistige Landesverteidigung.

## Biographie
Huber war der Sohn des Zeitungsverlegers Hans Huber und absolvierte die Primarschule in Frauenfeld und das Gymnasium in St. Gallen. Während seiner Ausbildungszeit war er in den Ferien als Reporter zu Fuss im damals noch völlig unerschlossenen Korsika unterwegs. Auch die Schlachtfelder des Ersten Weltkriegs durchzog er mit dem Fotoapparat – vom Hartmannsweilerkopf in den Vogesen über Metz und Verdun bis nach Flandern.
Huber war in erster Ehe mit Paula Wagner († 1970 bei einem Verkehrsunfall, eine Tochter), in zweiter seit 1973 mit Maria von Hohenzollern verheiratet. Er war ein Neffe des früheren Chefredaktors und Verlagsleiters der Thurgauer Zeitung, Ständerat Rudolf Huber.

## Thurgauer Zeitung
Nach langen Wanderjahren in der Schweiz, in Frankreich, England und Deutschland trat Huber 1945 in die Geschäftsleitung und den Verwaltungsrat der Huber & Co. AG ein, der Firma des Grossvaters und Vaters (Verlag der Thurgauer Zeitung). Bis 1977 war er Geschäftsführer und Vizepräsident der Huber & Co. AG. 1970‒1982 war er Mitglied des Verwaltungsrates und des Ausschusses der Schweizerischen Depeschenagentur.

## Politik
Huber war während sechs Jahren Gemeinderat der Stadt Frauenfeld (Legislative). 1950 trat er in den Verwaltungsrat der Bürgergemeinde Frauenfeld ein, war bis 1957 Bürgerschreiber und von 1957 bis 1983 Präsident. Danach wurde er zum Ehrenmitglied und damit Ehrenbürger der Stadt Frauenfeld gewählt. 1966 war er Mitunterzeichner der «Erklärung zu Vietnam» (zusammen mit 91 Mitunterzeichnern, darunter vielen Journalisten, u. a. Willy Bretscher).

## Militärische Karriere
Huber wurde 1929 in die Schweizer Armee eingezogen und zum Artilleristen ausgebildet. Er stieg bis zum Grade eines Obersts i Gst auf. 1939‒1942 war er Kommandant einer Feld-Batterie, ab 1949 Kommandant der Haubitz-Abteilung 20 und ab 1956 Kommandant des Schweren Kanonen-Regiments 17. Nach Kriegsende votierte er für die Beibehaltung der Sektion Heer und Haus, die in der Geistigen Landesverteidigung eine wichtige Rolle gespielt hatte. Sie wurde dennoch 1947 liquidiert. Darauf gründete Huber mit anderen 1947 den Schweizerischen Aufklärungsdienst (SAD, 1982 umbenannt in Schweizerische Arbeitsgemeinschaft für Demokratie) und war dessen erster Präsident bis 1963. Als der Sektor Armee von Heer und Haus nach dem Ungarnaufstand 1956 auf dem Höhepunkt des Kalten Krieges reaktiviert wurde, leitete er dort die ersten Kurse und war von 1969 bis 1974 Chef der Sektion. Nach dem Krieg war er Präsident der Frauenfelder und später der Thurgauer Offiziersgesellschaft. Sechs Jahre war er im Vorstand der Schweizerischen Offiziersgesellschaft.

## Werke
- Geistige Landesverteidigung im revolutionären Krieg. Huber, Frauenfeld 1962, DNB 128105607.
- Heer und Haus. Einst und heute. Eine Uebersicht über Entstehung, Entwicklung und heutige Aufgaben. Huber, Frauenfeld 1974.